# Schalkenbergtunnel
Der Schalkenbergtunnel (in der Planungs- und Bauphase auch Mühlbergtunnel) ist ein 2.834 m langer Eisenbahntunnel der Schnellfahrstrecke Hannover–Würzburg bei Ersrode, im Streckenabschnitt zwischen Kassel und Fulda.

## Verlauf
Die zweigleisige Röhre verläuft in südlicher Richtung und ist durchgehend mit 250 km/h befahrbar.
Das Bauwerk liegt zwischen den Streckenkilometern 180,674 und 183,509. Die Gradiente der Strecke steigt im Tunnel nach Süden an.
Die nach dem Verzeichnis der örtlich zulässigen Geschwindigkeiten (VzG) zulässige Geschwindigkeit im Bereich des Bauwerks liegt bei 280 km/h. Aufgrund von Restriktionen durch das Tunnelbegegnungsverbot sind tatsächlich nur 250 km/h zugelassen.
Nördlich schließt sich der Überholbahnhof Licherode an den Tunnel an.

## Geschichte

### Planung
Das Bauwerk war Mitte 1984 vergeben gewesen. Mit dem Baubeginn wurde für Juni 1984 gerechnet. Die Bauarbeiten sollten im Juni 1988 abgeschlossen werden. Die Kosten des 2850 m langen Tunnels wurden mit 69,8 Millionen DM kalkuliert.
In der Planungs- und Bauphase lag der Tunnel im Planungsabschnitt 14 im Mittelabschnitt der Strecke.

### Inbetriebnahme
Der Tunnel wurde zusammen mit der Neubaustrecke 1991 in Betrieb genommen.

### Güterzugunglück am 28. April 1999
Am 28. April 1999 entgleiste der Güterzug ICG 50500, der mit leeren Gefahrgutcontainern beladen war, auf dem Weg von München Nord nach Maschen gegen 2 Uhr bei der Einfahrt in den Tunnel. Zuvor war es an einem mit Spanplatten beladenen Schiebewandwagen zu einem Heißläufer gekommen. In der Folge kam es zu einer Zugtrennung, bei dem Achsen des Wagens abgerissen wurden; insgesamt vier Wagen entgleisten, ein Wagen verkeilte sich in Querlage im Tunnel. Der verursachende Wagen stammte von der Italienischen Staatsbahn und hatte seine letzte Revision am 23. November 1993 erhalten.
Neben dem Tunnelportal mussten zweieinhalb Kilometer Gleis und etwa 400 m Oberleitung erneuert werden. Durch die folgende Streckensperrung kam es im Personenverkehr zu Verspätungen von durchschnittlich 40 Minuten. ICE-Züge wurden teils über Gießen, teils über die Altstrecke umgeleitet. Der Sachschaden wurde auf mehrere Millionen D-Mark geschätzt.
Das Gleis der Nord-Süd-Richtung wurde am 1. Mai 1999 wieder in Betrieb genommen, das Gegengleis am 3. Mai 1999.